# Epicauta sericans
Epicauta sericans är en skalbaggsart som beskrevs av Leconte 1866. Epicauta sericans ingår i släktet Epicauta och familjen oljebaggar. Inga underarter finns listade i Catalogue of Life.